# Косая башня (Риека)
Косая башня (хорв. Kosi toranj) — наклонённая башня венецианской постройки, ставшая колокольней церкви Вознесения Непорочной Девы Марии в Риеке (Хорватия). Башня находится рядом с парадным входом в церковь, но является отдельным строением иного стиля и времени. Башня датирована 1377 годом.
Башня слегка наклонилась со временем и получила местное название «Косая башня» (хорв. Kosi toranj).

## История появления «Косой» башни-колокольни
На месте расположения этой башни в I веке нашей эры располагались публичные термальный комплекс в связи с близостью реки. Тогда здесь располагалось римское поселение.
Старый термальный комплекс просуществовал до IV века и тогда на этом же месте построили новый термальный комплекс.
В V и VI веках нашей эры часть термального комплекса была предоставлена для Христианского культового места.
Башня-колокольня датирована 1377 годом.
Ещё в первой половине XX века на башне была круглая надстройка с высоким остроконечным куполом, — не восстановлено, вероятно по причине наклона башни.